# Motatán (Venezuela)
Pour les articles homonymes, voir Motatan.
Motatán est une ville de l'État de Trujillo au Venezuela, capitale de la paroisse civile de Motatán et chef-lieu de la municipalité de Motatán.